# Ole Ivars
Ole Ivars er et danseband fra Hamar, dannet i 1964.

## Diskografi

### Album
- Ole Ivars - (1968)
- Ole Ivars vol. 2 - (1968)
- Jeg vil se deg smile - (1969)
- Flydur og andre tonearter - (1972)
- Ole Ivars på farten - (1974)
- Ole Ivars på farten igjen - (1975)
- Ole Ivars farter videre - (1975)
- Bli vår gjest - (1976)
- Sangen vi fant - (1977)
- Ole Ivars - (1978)
- Kvelden venter på oss - (1979)
- Venner av oss - (1980)
- En prestkrage i min hand - (1982)
- Jubileum - (1984)
- Skolefri - (1986)
- For swingende - (1987)
- Jubileum-swing - (1988)
- Jul - (1989)
- Bære musikk - (1990)
- På en-to-tre - (1991)
- Lørdagskveld - (1992)
- Spellemannsblod - (1993)
- Kavalkade 40 låter - (1994)
- Juleplata tel Ole Ivars - (1995)
- Dans på Skjermertopp - (1996)
- På Cruise og tvers - (1998)
- Ole Ivars 20 beste - (1999)
- Ole Ivars i 2000 - (1999)
- Medisin mot det meste - (2000)
- Ole Ivars Gull - (2000)
- En får væra som en er - (2001)
- 40 beste - (2002)
- Hverdag & fest - (2003)
- Ole Ivars' Jul - (2003)
- Gull 2 - (2003)
- En annen dans - (2004)
- Heldiggriser - (2004)
- Vi tar det tel manda'n - (2005)
- Fri Willy - (2005)
- På en-to-tre - (2005)
- Ole Ivars så klart! - (2006)
- Femten ferske - (2009)
- Stjerneklart - (2010)